# ميريانا معلولي
مريانا معلولي ممثلة سورية تنتسب لمدينة معلولا، من مواليد 1984، تخرجت من المعهد العالي للفنون المسرحية في سوريا في العام 2007، لديها العديد من الأعمال المسرحية والتلفزيونية والسينمائية.

## أعمالها

### في المسرح
- زرياب
- موقف باص
- العاجزون

### في التلفزيون
- هذا العالم (2007)
- رياح الخماسين (2008)
- ليس سرابا (2008)
- قلبي معكم (2009)
- تخت شرقي (مسلسل) (2010)
- لعنة الطين (2010)
- ما ملكت ايمانكم (2010)
- البقعة السوداء (2010)
- الدبور الجزء 1 (2010)
- الغفران (2011)
- ضل الحكايا (2011)
- أيام الدراسة الجزء 1 (2011)
- الدبور 2 (2011)
- أيام الدراسة الجزء 2 (2012)
- تحت سماء الوطن (2013)
- سوبر فاميلي 1 (2013)
- سوبر فاميلي 2 (2014)
- الغربال 2 (2015)
- حارة المشرقة (2015)
- ياريت (2016)

### في السينما
- حراس الصمت (2009)
- ليلى والذئب (2012)

## روابط خارجية
- ميريانا معلولي على موقع قاعدة بيانات الأفلام العربية